# Сотільйо-де-ла-Рібера
Сотільйо-де-ла-Рібера (ісп. Sotillo de la Ribera) — муніципалітет в Іспанії, у складі автономної спільноти Кастилія-і-Леон, у провінції Бургос. Населення — 572 особи (2010).
Муніципалітет розташований на відстані близько 150 км на північ від Мадрида, 65 км на південь від Бургоса.
На території муніципалітету розташовані такі населені пункти: (дані про населення за 2010 рік)
- Пінільйос-де-Есгева: 84 особи
- Сотільйо-де-ла-Рібера: 488 осіб

## Демографія
Динаміка населення (INE ):